# Trop et jamais assez
Trop et jamais assez : Comment ma famille a créé l'homme le plus dangereux du monde (Too Much and Never Enough: How My Family Created the World's Most Dangerous Man), est un livre de révélations écrit par Mary L. Trump, fille de Fred Trump Jr. et nièce de Donald Trump, 45e et 47e président des États-Unis. Il a été publié le 14 juillet 2020 par Simon & Schuster. Le livre, traduit par Valérie Le Plouhinec et Julie Sibony, donne un aperçu de la dynamique de la famille Trump, révèle des détails sur les transactions financières, y compris le travail de l'auteur en tant que source anonyme qui a révélé la fraude fiscale présumée au New York Times . La famille Trump a intenté un procès pour empêcher sa publication, mais n'a pas réussi à retarder la sortie du livre.

## Contexte
L'auteur du livre, Mary L. Trump, psychologue clinicienne, est la fille de Fred Trump Jr. et la petite-fille de Fred Trump Sr.. Elle a enseigné à l’université dans les domaines du traumatisme, de la psychopathologie et de la psychologie du développement. Elle a écrit une dissertation sur les victimes de harcèlement criminel, a mené des recherches sur la schizophrénie et a écrit des parties du manuel médical de référence Diagnostic: Schizophrenia. Le père de Mary est décédé en 1981 à l'âge de 42 ans d'une crise cardiaque due à l'alcoolisme. 
Après le décès de Fred Sr. en 1999, Mary et son frère, Fred III, ont attaqué le testament de Fred Sr. au tribunal des successions et tutelles, affirmant que Fred Sr. souffrait de démence et que le testament avait été « obtenu par fraude et influence indue » par les autres enfants de Fred Sr., Donald, Maryanne et Robert. Une semaine plus tard, Donald, Maryanne et Robert ont mis fin à la couverture d'assurance maladie du fils de Fred III, William, âgé de 18 mois et atteint de spasmes épileptiques. Dans une interview accordée au New York Daily News, Mary a déclaré que « sa tante et ses oncles devraient avoir honte d'eux-mêmes. Je suis sûr que ça n'est pas le cas ». L’affaire a été soldée par un règlement amiable et l'assurance maladie de William a été rétablie. En 2016, Donald  a expliqué ses actions : « J'étais en colère parce qu'ils ont attaqué en justice ». 
Après la campagne présidentielle de son oncle, Mary Trump est entrée en contact avec le New York Times et leur a fourni des cartons de documents fiscaux de la famille Trump en conservant l’anonymat. Ces documents ont été utilisés dans un article de 2018 décrivant en détail la fraude financière de Trump, article qui a permis à David Barstow, Susanne Craig et Russ Buettner de remporter le prix Pulitzer du reportage explicatif,.
Barstow a enchaîné en proposant à Mary Trump d'écrire un livre en coopération avec lui. Il l'a présentée à Andrew Wylie, son agent, qui lui a offert une avance de plusieurs millions de dollars pour sa participation. Craig et Buettner étaient en colère quand ils l'ont découvert, et les rédacteurs du Times ont interdit à Barstow d'écrire le livre, car ils pensaient que son implication violerait les directives éthiques du Times . Mary Trump a fini par travailler avec Jay Mandel de WME et a vendu les droits de publication de son livre à Simon & Schuster lors d'une vente aux enchères,.

## Résumé
Le livre prend la forme d'une biographie chronologique. Alors que Donald Trump est le sujet central déclaré, une attention particulière est accordée à d'autres personnes de la famille Trump afin de faire la lumière sur leurs interactions et leurs transactions financières. S'appuyant sur ses compétences en tant que psychologue clinicienne, l'auteur tente de présenter les rouages internes de la famille comme une toile de fond pour analyser Donald, mais elle évite de porter un diagnostic pur et simple.
Dans la première partie, Cruauté délibérée,, l'auteur décrit le personnage de Fred Trump Sr. le patriarche de la famille, et tente d'élucider comment son comportement avec ses enfants a eu un impact durable sur leur personnalité et sur leur vie. En se basant sur des souvenirs des membres de la famille, Mary diagnostique Fred Sr. comme un sociopathe à haut niveau de fonctionnement qui a cherché à utiliser et à manipuler ceux qui l'entouraient à son profit. Donald, tout en observant que son frère Fred Jr. était critiqué pour des insuffisances perçues, notamment la timidité, aurait adopté sa propre forme de caractère (brutale, insensible et agressive) pour éviter les manifestations de tristesse, de faiblesse ou de gentillesse. Mary déclare que l'influence de Fred a garanti que Donald aurait un accès limité à son éventail d'émotions. Leur mère, Mary, est décrite comme ayant été perturbée physiquement et mentalement par la maladie pendant les années d’éducation de ses enfants.  Plusieurs années après, elle révéla à Mary qu'elle avait été soulagée que Donald soit envoyé à l'académie militaire de New York, car il était devenu belliqueux et désobéissant envers elle. 
Dans la deuxième partie, Du mauvais côté du manche, l'auteur relate le début de la carrière professionnelle de Donald Trump. Elle observe que, puisque Fred Sr. n'a jamais obtenu la renommée qu'il pensait mériter pour son sens des affaires, il était heureux de permettre à son fils de jouer le premier rôle en public pendant qu'il s'occupait, en coulisse, du travail réel en s'appuyant fortement sur ses relations politiques à la mairie de New York . Pendant ce temps, Fred Jr. voit qu'après avoir été injustement blâmé pour l'échec de grands projets de construction résidentielle notamment celui de Steeplechase Park, il est mis à l'écart par son frère Donald, et choisit de quitter l'entreprise familiale pour poursuivre une carrière de pilote de ligne professionnel,. Le dénigrement constant par la famille du métier qu’il avait choisi a contribué à accroître ses difficultés notamment avec l'alcoolisme et d'autres problèmes de santé, ce qui l’a fait échouer à la fois dans sa carrière dans l'aviation et dans son couple. Il est finalement décédé des suites d'une crise cardiaque dans un hôpital loin de sa famille, alors que ses parents attendaient à la maison et que son frère Donald était au cinéma.  
Dans la troisième partie, Poudre aux yeux, l'auteur détaille comment, alors que l'influence de Fred Sr. diminuait, Donald Trump a eu du mal à exploiter son entreprise sans les connaissances et les relations que son père lui fournissait. Mary décrit Donald comme un homme d'affaires inepte qui n'a pu garder son apparence que grâce à la réticence de ses associés à démolir la façade, car ils voient dans sa notoriété un atout. À un moment donné, Donald doit négocier avec ses créanciers une allocation mensuelle de 450 000 $. Mary se concentre également sur la façon dont la famille s'est retournée contre elle après la mort de Fred Sr., notamment en coupant l'assurance maladie de son frère et la sienne, ce qui a entraîné des conditions précaires pour l'enfant de son frère. Mary décide de transiger en permettant au reste de la famille de racheter ses parts d'une société familiale à un prix qu'elle comprend maintenant avoir été très sous-évalué,. Elle a finalement appris la véritable valeur de la richesse de sa famille en agissant comme une source anonyme dans l'enquête du New York Times, lauréate du prix Pulitzer. 
Dans la quatrième partie, Le pire investissement du monde, l'auteur donne son point de vue sur la période où Donald Trump a organisé sa campagne réussie pour la présidence des États-Unis. Mary s'appuie à nouveau sur sa formation de psychologue pour affirmer que son grand-père Fred Sr. a initié une relation  directe avec nombre d'acteurs de pouvoir, tous permettant aux pires instincts de Donald de répondre à leurs besoins respectifs. Elle déclare que parce que la maturité psychique de Donald a été empêchée de se développer pleinement depuis son jeune âge, il reste extrêmement sensible à la manipulation par des acteurs locaux et étrangers plus compétents.

## Allégations
Le livre couvrirait la façon dont Mary a fourni au New York Times des documents fiscaux confidentiels de la famille Trump, ce qui a conduit le Times à alléguer que Donald avait commis une fraude, ainsi qu'à signaler que Donald avait transféré environ 413 millions de dollars des sociétés immobilières de son père pour aider ses propres entreprises en difficulté dans les années 90,,. Le livre accuse également Donald d'avoir payé un ami, nommé Joe Shapiro, pour passer le test SAT à sa place,. Mary dit dans le livre que Donald et Fred Sr. ont négligé son père et contribué à sa mort de l'alcoolisme, et que Donald a ensuite dénigré et ignoré Fred Sr. au début de sa maladie d'Alzheimer.

## Sortie du livre
Simon & Schuster avait initialement fixé la date de sortie au 11 août 2020 et en a donné l’exclusivité  au Daily Beast, qui a publié un article sur le livre le 15 juin,. Deux jours plus tard, le livre a atteint la 5e place dans le classement des meilleures ventes d'Amazon. La réponse à l'article les a amenés à avancer la date de publication au 28 juillet,. Le 6 juillet, Simon & Schuster a annoncé qu'ils avaient déplacé la date de publication au 14 juillet en raison d'une "forte demande et d'un intérêt extraordinaire", ce qui l'avait amené à dépasser The Room Where It Happened comme le numéro 1 des ventes sur Amazon. Le 17 juillet 2020, Simon & Schuster a annoncé que plus de 950 000 exemplaires du livre avaient été vendus en précommande à sa date de publication,, un nouveau record pour l'éditeur. 
Donald Trump, selon The Daily Beast, a discuté de la possibilité d'intenter une action en justice contre Mary. Donald a déclaré à Axios que Mary avait précédemment signé un accord de confidentialité "très puissant" qui "couvre tout", et donc, selon Donald, elle n'était "pas autorisée à écrire un livre". 
Robert Trump a déposé une plainte le 23 juin, tentant d'obtenir une injonction préliminaire et une ordonnance d'interdiction temporaire pour bloquer la publication, citant l'accord de confidentialité de Mary (NDA). Lors d'une audience le 25 juin, le juge Peter J. Kelly du tribunal de substitution du comté de Queens à New York a rejeté l'affaire pour incompétence. Robert a porté son affaire devant un tribunal de première instance, la Cour suprême de New York, dans le comté de Dutchess, où le 30 juin, le juge Hal B. Greenwald a ordonné une suspension temporaire de la publication du livre, tout en fixant une audience le 10 juillet pour décider si la publication du livre devait être définitivement bloquée. Le 1er juillet, un juge d'appel de New York, Alan D. Scheinkman, a infirmé la décision du tribunal inférieur, concluant que Simon & Schuster n'était pas partie au NDA, n'était pas soumis à une restriction préalable et à une injonction avant la publication compte tenu du premier amendement, décidant que Simon & Schuster pourrait procéder à la publication du livre en attendant une audience le 10 juillet, maintenant l’interdiction faite à Mary de vendre le livre, et laissant ouverte la question de savoir si Mary avait violé le NDA. Le 2 juillet 2020, Mary a déposé un affidavit sous serment alléguant qu'elle n'était pas liée par la clause NDA dans l'accord de règlement pour de nombreuses raisons, notamment que les "évaluations ... des actifs ... dans ... l'accord de règlement ... étaient frauduleuses".
Le 13 juillet, le juge Greenwald a rendu une décision confirmant le droit de Simon & Schuster de continuer à publier le livre et constatant que Mary, en vertu de son contrat avec Simon & Schuster, n'avait pas la possibilité de suspendre la publication, qu'il aurait été «théorique» de lui ordonner d’arrêter la publication d'un livre qui "a été publié et (déjà) distribué en grande quantité". La décision de justice suggère aussi qu’une faiblesse supplémentaire de la plainte est d’avoir été déposée par Robert, tandis que le livre est consacré principalement à son frère Donald, le président. Robert pourrait toujours tenter de demander des dommages et intérêts à Mary, mais à la date de la décision, il n'était pas certain qu'il ait l'intention de le faire. Robert décèdera finalement le 15 août 2020.

## Accueil
Le livre a reçu des critiques généralement positives. Les critiques félicitent l'auteur pour avoir tiré parti à la fois de son expérience de psychologue clinicienne et de sa connaissance de l'histoire familiale pour produire un travail hors pair dans le genre des révélations sur Trump. Jennifer Szalai du New York Times fait l'éloge du courage et de la détermination de l'auteur, et décrit le livre comme « écrit dans la douleur et conçu pour faire mal », dernière qualification que Mary a rejetée ultérieurement. Le Los Angeles Times compare le livre avec d'autres travaux sur la présidence de Trump, indiquant que la manière empathique avec laquelle l'auteur a abordé le sujet permet d’offrir un point de vue exceptionnel. The Atlantic souscrit à l'observation de l'auteur selon laquelle Donald Trump a permis à des dynamiques tout aussi toxiques que celles de sa famille d'être introduites sur la scène nationale. David Aaronovitch du Times note que le livre est en grande partie une biographie de Fred Trump Sr., et note qu'en façonnant définitivement Donald, la présence du vieux patriarche pèse en quelque sorte largement sur l'histoire politique moderne. Chris Taylor de Mashable est plus critique, observant que l'auteur fait des déclarations radicales tout en se contredisant parfois.